# Gaudreville-la-Rivière
Gaudreville-la-Rivière est une commune française située dans le département de l'Eure en région Normandie.

## Géographie
Village du pays d'Ouche.
| Glisolles    | Glisolles                         | Les Ventes |
| Champ-Dolent | Gaudreville-la-Rivière            | Les Ventes |
|              | Le Val-Doré (comm. dél. d'Orvaux) |            |

Il se compose de 3 hameaux : les Murets, le Village et les Boscherons. Il s’étend sur une superficie de 674 hectares, dont 350 de forêt.

### Hydrographie
La commune est située dans le bassin Seine-Normandie. Elle est drainée par l'Iton, un bras de l'Iton, le fossé 01 de la Côte d'Ivry et un autre petit cours d'eau,.
L'Iton, d'une longueur de 132 km, prend sa source dans la commune de Mahéru et se jette  dans l'Eure à Acquigny, après avoir traversé 39 communes.Les caractéristiques hydrologiques de l'Iton sont données par la station hydrologique située sur la commune de Gaudreville-la-Rivière. Le débit moyen mensuel est de 0,489 m3/s. Le débit moyen journalier maximum est de 9,23 m3/s, atteint lors de la crue du 20 janvier 2024. Le débit instantané maximal est quant à lui de 10,1 m3/s, atteint le 19 janvier 2024.

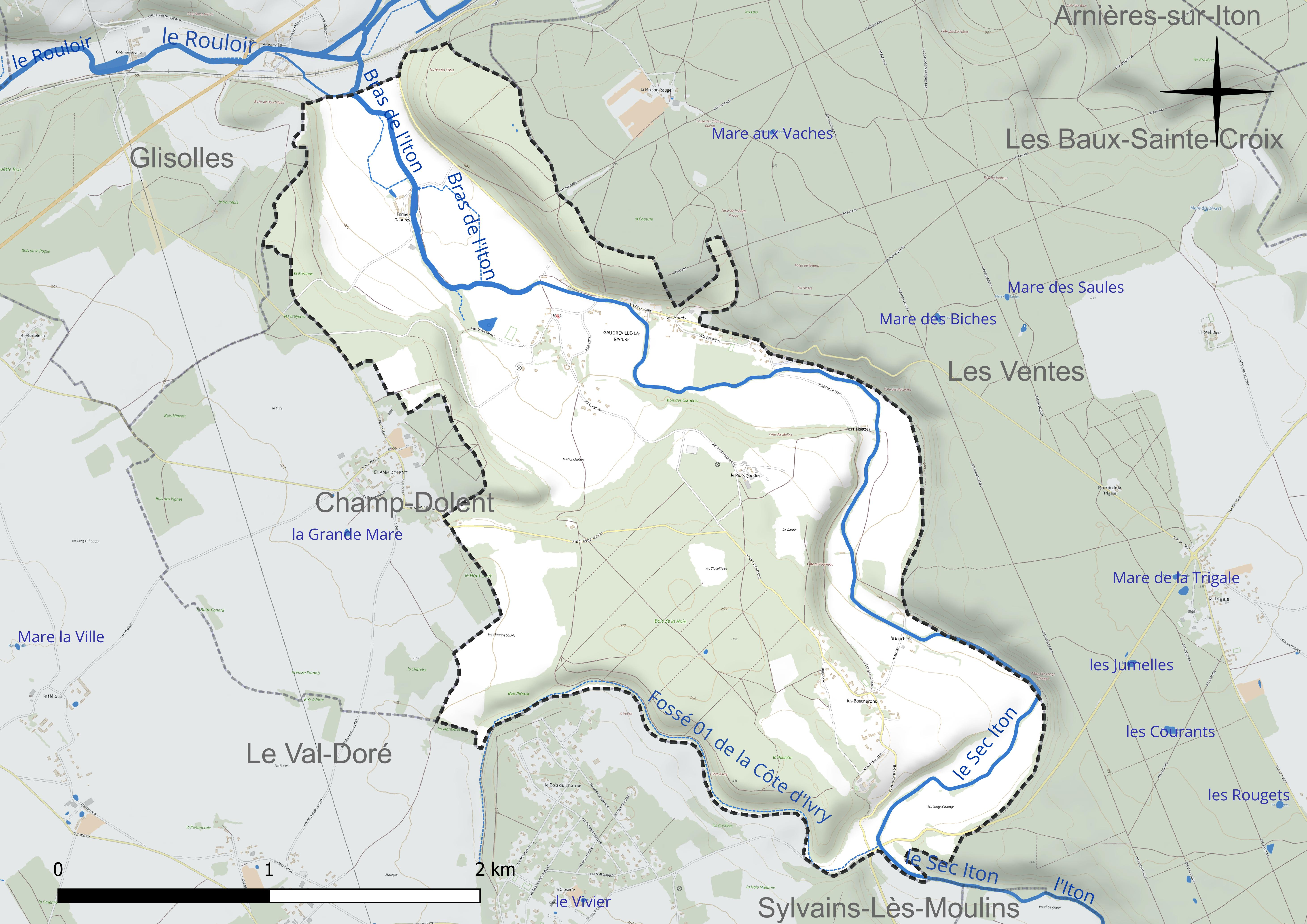
Réseau hydrographique de Gaudreville-la-Rivière.

### Climat
Pour des articles plus généraux, voir Climat de la Normandie et Climat de l'Eure.
En 2010, le climat de la commune est de type climat océanique dégradé des plaines du Centre et du Nord, selon une étude du CNRS s'appuyant sur une série de données couvrant la période 1971-2000. En 2020, Météo-France publie une typologie des climats de la France métropolitaine dans laquelle la commune est exposée à un climat océanique et est dans une zone de transition entre les régions climatiques « Sud-ouest du bassin Parisien » et « Côtes de la Manche orientale ». Parallèlement le GIEC normand, un groupe régional d’experts sur le climat, différencie quant à lui, dans une étude de 2020, trois grands types de climats pour la région Normandie, nuancés à une échelle plus fine par les facteurs géographiques locaux. La commune est, selon ce zonage, exposée à un « climat des plateaux abrités », correspondant aux plaines agricoles de l’Eure, avec une pluviométrie beaucoup plus faible que dans la plaine de Caen en raison du double effet d’abri provoqué par les collines du Bocage normand et par celles qui s’étendent sur un axe du Pays d'Auge au Perche.
Pour la période 1971-2000, la température annuelle moyenne est de 10,6 °C, avec  une amplitude thermique annuelle de 14,3 °C. Le cumul annuel moyen de précipitations est de 641 mm, avec 10,9 jours de précipitations en janvier et 8 jours en juillet. Pour la période 1991-2020, la température moyenne annuelle observée sur la station météorologique la plus proche, située sur la commune de Guichainville à 12 km à vol d'oiseau, est de 11,1 °C et le cumul annuel moyen de précipitations est de 659,6 mm,. Pour l'avenir, les paramètres climatiques de la commune estimés pour 2050 selon différents scénarios d’émission de gaz à effet de serre sont consultables sur un site dédié publié par Météo-France en novembre 2022.

## Urbanisme

### Typologie
Au 1er janvier 2024, Gaudreville-la-Rivière est catégorisée commune rurale à habitat dispersé, selon la nouvelle grille communale de densité à 7 niveaux définie par l'Insee en 2022.
Elle est située hors unité urbaine. Par ailleurs la commune fait partie de l'aire d'attraction d'Évreux, dont elle est une commune de la couronne,. Cette aire, qui regroupe 108 communes, est catégorisée dans les aires de 50 000 à moins de 200 000 habitants,.

### Occupation des sols
L'occupation des sols de la commune, telle qu'elle ressort de la base de données européenne d’occupation biophysique des sols Corine Land Cover (CLC), est marquée par l'importance des territoires agricoles (52,2 % en 2018), une proportion identique à celle de 1990 (52,2 %). La répartition détaillée en 2018 est la suivante : 
terres arables (52,2 %), forêts (47,8 %). L'évolution de l’occupation des sols de la commune et de ses infrastructures peut être observée sur les différentes représentations cartographiques du territoire : la carte de Cassini (XVIIIe siècle), la carte d'état-major (1820-1866) et les cartes ou photos aériennes de l'IGN pour la période actuelle (1950 à aujourd'hui).

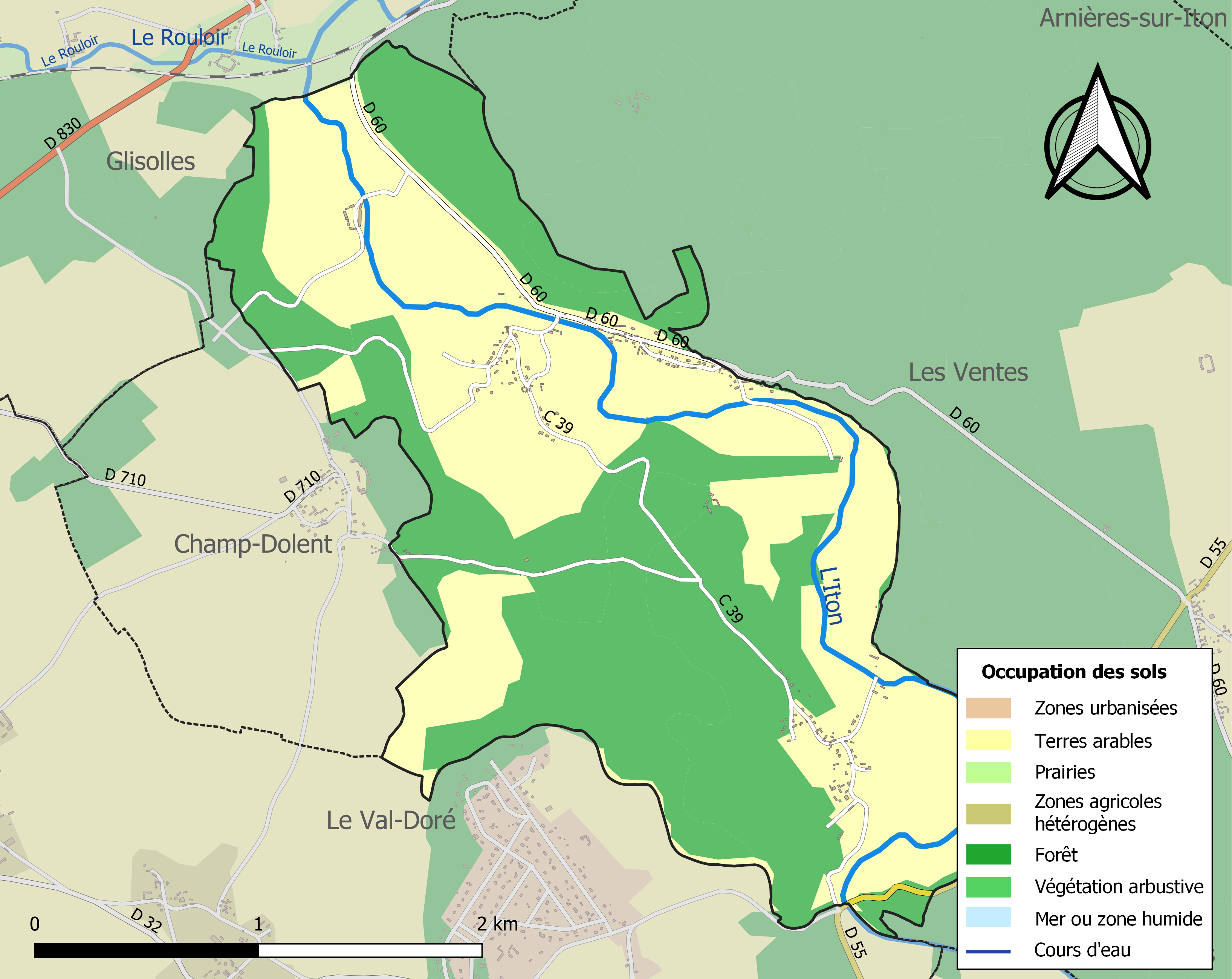
Carte des infrastructures et de l'occupation des sols de la commune en 2018 (CLC).

## Toponymie
Le nom de la localité est attesté sous la forme à finale latinisée Waldrevilla en 1195 (charte de Richard Cœur de Lion), Wavilla vers 1227 (gr. ch. de Conches), Waudrevilla vers 1195 (charte de Garin, évêque d’Évreux), Gaudrevilla en 1206 (cartulaire de Saint-Sauveur), Gaudevilla et Gaudrevilla en 1280 (cartulaire normand), Vaudrevilla en 1722 (Masseville).
La chute de la finale du premier élément Waldr- ne permet pas de dire s'il s'agit du nom de personne germanique Waldric ou Waldrad, bien que la première solution soit la plus tentante pour une question de fréquence. En effet, il est beaucoup mieux représenté dans l'onomastique normande. Ainsi trouve-t-on Vaudrimesnil (Manche, Waudrimaisnille 962 - 996) et le nom de famille Vaudry, typiquement normand.
Le passage de /w/ à /g/ à l'initiale est propre au français du Centre-Ouest et s'oppose en cela au normand septentrional où /w/ est passé à /v/ vers le XIIe siècle. Le village est localisé à la limite de l'isoglosse [v] / [g]. Les deux autres pass(ai)ent légèrement plus au nord [k] / [ʃ] (cat / chat) (ch) et [ʃ] / [s] (chouque / souche) ; cf. ligne Joret.
La forme du sud a prévalu, contrairement à Vaudreville (Seine-Maritime, Waldrevilla 996 - 1027), anciennes paroisses rattachées à Butot-Vénesville et à Longueville-sur-Scie, ou Vaudreville (Manche).
Le qualificatif -la-Rivière se réfère à la rivière l'Iton et permet de faire la distinction avec le hameau de Gaudreville à Moisville.

## Histoire
Le ballon n° 29, La Gironde, d'un volume de 2 045 m3 est parti le mardi 8 novembre 1870 (51e jour du Siège de Paris) à 8 h 30 et est arrivé à 15 h 40 à Gaudreville. Il emportait avec lui trois passagers : Herbault, Barry et Gambès et 60 kilos de courrier.
Au puits des Boscherons, à la limite entre les communes de Gaudreville et des Ventes, le pharmacien et spéléologue Édouard Ferray réalisa dans les années 1880 des mesures hydrauliques et des prospections concernant le Sec Iton et son cours souterrain.

## Politique et administration
| Période                                  | Période           | Identité                             | Étiquette | Qualité  |
| ---------------------------------------- | ----------------- | ------------------------------------ | --------- | -------- |
| mars 2008 mai 2020                       | mai 2020 en cours | Jacky CRESTEY - HONORE Ghislain HOMO | SE        | Retraité |
| Les données manquantes sont à compléter. |                   |                                      |           |          |

## Démographie
L'évolution du nombre d'habitants est connue à travers les recensements de la population effectués dans la commune depuis 1793. Pour les communes de moins de 10 000 habitants, une enquête de recensement portant sur toute la population est réalisée tous les cinq ans, les populations de référence des années intermédiaires étant quant à elles estimées par interpolation ou extrapolation. Pour la commune, le premier recensement exhaustif entrant dans le cadre du nouveau dispositif a été réalisé en 2008.

En 2022, la commune comptait 228 habitants, en évolution de +1,33 % par rapport à 2016 (Eure : −0,25 %, France hors Mayotte : +2,11 %).
| 1793 | 1800 | 1806 | 1821 | 1831 | 1836 | 1841 | 1846 | 1851 |
| ---- | ---- | ---- | ---- | ---- | ---- | ---- | ---- | ---- |
| 266  | 287  | 285  | 268  | 263  | 267  | 264  | 245  | 246  |

| 1856 | 1861 | 1866 | 1872 | 1876 | 1881 | 1886 | 1891 | 1896 |
| ---- | ---- | ---- | ---- | ---- | ---- | ---- | ---- | ---- |
| 236  | 212  | 194  | 179  | 158  | 170  | 171  | 166  | 167  |

| 1901 | 1906 | 1911 | 1921 | 1926 | 1931 | 1936 | 1946 | 1954 |
| ---- | ---- | ---- | ---- | ---- | ---- | ---- | ---- | ---- |
| 151  | 140  | 134  | 113  | 116  | 111  | 89   | 92   | 104  |

| 1962 | 1968 | 1975 | 1982 | 1990 | 1999 | 2006 | 2008 | 2013 |
| ---- | ---- | ---- | ---- | ---- | ---- | ---- | ---- | ---- |
| 92   | 98   | 108  | 160  | 208  | 219  | 232  | 236  | 227  |

| 2018 | 2022 | - | - | - | - | - | - | - |
| ---- | ---- | - | - | - | - | - | - | - |
| 229  | 228  | - | - | - | - | - | - | - |

## Culture locale et patrimoine

### Lieux et monuments
- Église Saint-Léger du XVIe siècle
- Le Sec-Iton, partie de la rivière où l'eau s'écoule sous terre, ne laissant apparaître qu'un faible filet d'eau.

### Personnalités liées à la commune
- Charles Dufresne (peintre) avait une petite chaumière à Gaudreville, où il  installa un petit atelier. Il y a peint dans les années 1920 une série de toiles suivant les thèmes de la pastorale, le pique-nique et le rêve.

### Patrimoine naturel
La forêt d'Évreux (dont une partie se trouve comprise sur le territoire de la commune), est en zone naturelle d'intérêt écologique, faunistique et floristique.